# Iglesia de los Santos Ángeles Custodios (Binacua)
La Iglesia parroquial de los Santos Ángeles Custodios es una iglesia de estilo románico. Se encuentra ubicada en el pueblo de Binacua a 15 km de Jaca, perteneciendo al municipio de Santa Cruz de la Serós.
Se trata de una iglesia construida en el siglo XII, que ha servido históricamente como iglesia parroquial de la pequeña aldea de Binacua. Binacua es un pequeño pueblo situado en un alto que domina la "Val Ancha" o Canal de Berdún, vía de comunicación por la que transita el Camino de Santiago Aragonés.
La iglesia es una única nave y está rematada en un ábside decorado con arquillos lombardos y dos lesenas mediales.

## Iglesia
La iglesia presenta nave única con ábside semicircular y torre de planta cuadrada a los pies, de dos cuerpos y escasa altura. De aspecto muy compacto, solo destacan los dos vanos en el cuerpo superior del campanario, en alargados vanos de medio punto. El edificio es de piedra sillar de pequeño tamaño, excepto en el muro norte y en el hastial, construidos con sillares más grandes, y en el muro norte y la torre, que fueron añadidos a la obra original y son de sillarejo.
La iglesia es románico-lombarda. Presenta su característica decoración de series de arquillos ciegos y lesenas en el ábside; se ha perdido la parte central, que tuvo que ser rehecha en época reciente como consecuencia de la caída de un rayo, y ya no se reprodujo la decoración original. El ábside estaba centrado por una ventanita en arco de medio punto moldurado, que también quedó destruida casi por completo y de la que solo queda una parte, tapiada. La labor decorativa original presenta muy buena factura.
La fábrica románica, datada entre finales del siglo XI y comienzos del XII, fue reformada hacia el siglo XVIII con la adición de un cuerpo en el muro sur, que se rasgó mediante un gran arco de medio punto para dar paso a una amplia capilla abovedada, y que se completó con la torre adosada a los pies y con un sencillo pórtico que protege la portada original románica; en conjunto, al exterior, esta parte forma un solo bloque constructivo, con acceso mediante una puerta adintelada.
La portada románica es la parte más interesante de la iglesia. Presenta cuatro arquivoltas que cobijan un tímpano; la exterior va decorada con ajedrezado jaqués, la tercera con bolas o bezantess y las dos interiores son lisas; de ellas, la más interior apoya directamente en las jambas y la otra en semicolumnas adosadas con basa y capitel. Ambos capiteles van decorados con relieves de aves y serpientes afrontadas, respectivamente, tal vez simbolizando el bien y el mal.
En cuanto al tímpano, está presidido por un crismón trinitario de ocho brazos, encerrado en un círculo con motivo de sogueado; a ambos lados del mismo, en las esquinas inferiores, se representan dos animales, identificables como un corderito o cervatillo (a la izquierda) y un grifo (a la derecha), ambos encerrados también en círculos que los rodean. En el espacio entre el crismón y los otros dos círculos que encierran a las figuras animales aparecen talladas dos cabezas de hombre, barbadas.
Al interior, la austera nave se ha dejado con la piedra vista; va cubierta con bóveda rebajada de escayola, de factura reciente, que probablemente sustituyó a una estructura de madera a dos aguas. El ábside se cierra con bóveda de horno. La ventanita de arco de medio punto que lo centra se reconoce mejor aquí que al exterior; cobija una talla de la Virgen. Hay un pequeño presbiterio, también abovedado. En la parte de los pies se dispuso un coro en alto, con barandilla de madera. Bajo él, en el muro norte, una hornacina en arco de medio punto aloja la pila bautismal, muy sencilla, de piedra, con forma de copa cilíndrica.
Hay un elemento remarcable en el muro norte, cerca de la cabecera, y es un sillar tallado en bajorrelieve con la tosca figura de un hombre lanceando a un dragón, o serpiente, que tiene a sus pies; es una pieza reaprovechada, colocada en disposición horizontal, con lo que la figura aparece tumbada.